# Benjamín Zarandona
Benjamín Zarandona Esono (ur. 2 marca 1976 w Valladolid) – piłkarz z Gwinei Równikowej. Brat Ivána Zarandony, także reprezentanta kraju.

## Kariera
Benjamín rozpoczął swoją karierę w Realu Valladolid. Początkowo grał w zespole rezerw w Segunda División B. Natomiast w pierwszym zespole zadebiutował 2 kwietnia 1995 roku. W 1998 roku przeszedł do Realu Betis, a w sezonie 2005/2006 był wypożyczony do zespołu Cádiz CF. W sezonie 2007/2008 Benjamin dołączył do zespołu Xerez CD. Z kolei we wrześniu 2008 roku podpisał kontrakt z CF Palencia. W 2006 roku zdecydował się zostać reprezentantem Gwinei Równikowej.